# هايلي كيوكو
هايلي كيوكو ألكروفت (بالإنجليزية: Hayley Kiyoko Alcroft) هي ممثلة ومغنية وكاتبة أغاني أمريكية ولدت في يوم 3 أبريل 1991 في مدينة لوس أنجلوس في كاليفورنيا لأم أصلها كندي ياباني وأب أمريكي من أوهايو من أصل إنجليزي أسكتلندي، بدأت مشوارها الفني في سنة 2007 بالأداء الصوتي في الرسوم المتحركة وبالتمثيل في مسلسلات الأطفال منها مسلسل سكوبي دو حيث لعبت دور فيلما دنكلي، في سنة 2011 مثلت في فيلم ديزني ليمونادا ماوث، مثلت أيضاً دور ريفن راميريز في مسلسل سي إس آي: سايبر، وفي سنة 2013 مثلت في مسلسل ذا فوسترز، على صعيد الغناء كانت كيوكو عضوة في فرقة ذا ستونرز.

## وصلات خارجية
- هايلي كيوكو على موقع IMDb (الإنجليزية)
- هايلي كيوكو على موقع روتن توميتوز (الإنجليزية)
- هايلي كيوكو على موقع قاعدة بيانات الأفلام العربية
- هايلي كيوكو على موقع ألو سيني (الفرنسية)
- هايلي كيوكو على موقع ميوزك برينز (الإنجليزية)
- هايلي كيوكو على موقع أول موفي (الإنجليزية)
- هايلي كيوكو على موقع أول ميوزيك (الإنجليزية)
- هايلي كيوكو على موقع ديسكوغز (الإنجليزية)
- هايلي كيوكو على موقع قاعدة بيانات الفيلم (الإنجليزية)
- هايلي كيوكو على موقع كينوبويسك (الروسية)

- الموقع الرسمي
- هايلي كيوكو على فيسبوك
- هايلي كيوكو على تويتر
- هايلي كيوكو على إنستغرام
- قناة هايلي كيوكو على يوتيوب
- هايلي كيوكو على قاعدة بيانات الأفلام على الإنترنت